# 632 v.Chr.
Het jaar 632 v.Chr. is een jaartal volgens de christelijke jaartelling.

## Gebeurtenissen

### Griekenland
- Cylon, Atheens edelman, bezet de Akropolis en probeert een staatsgreep te plegen.
- De Atheners onder leiding van Megacles verjagen de tiran Cylon uit Athene.
- Megacles wordt benoemd tot archont van Athene.

### China
- Hertog Wen van Jin verslaat de Chu-staat en diens bondgenoten.

## Geboren
- Suizei (overleden 549 v.Chr.), keizer van Japan